# Castillo de Neuenburg
El castillo de Neuenburg se halla sobre una colina en Freyburg, una ciudad en el estado de federado de Sajonia-Anhalt, Alemania.

## Descripción
El castillo fue construido alrededor de 1090 por el conde de Turingia Luis el Saltador (en alemán “der Springer”), asegurando su territorio en el este, del mismo modo que lo hizo el castillo de Wartburg hacia el oeste.
Neuenburg significa en alemán «castillo nuevo».

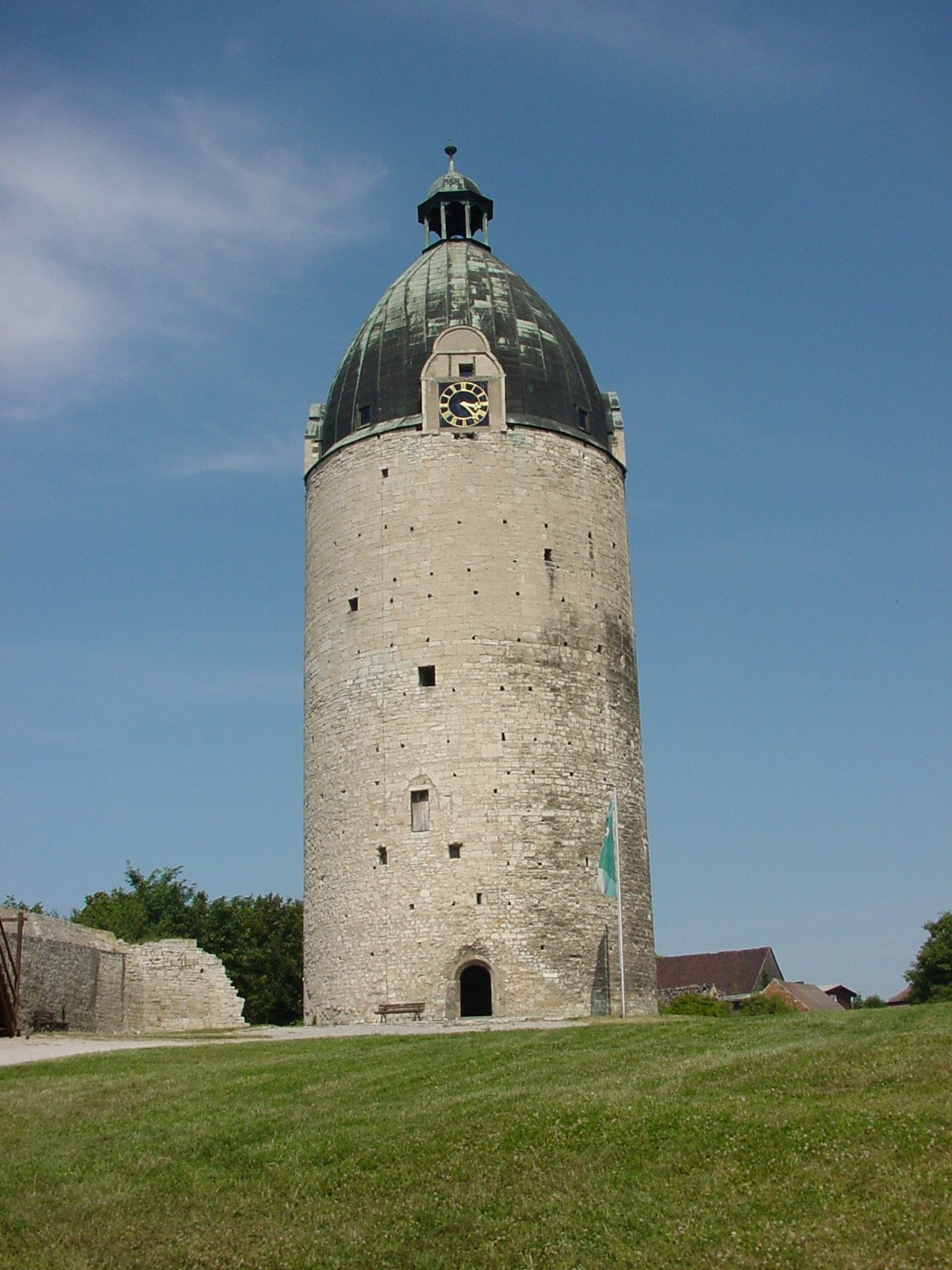
Antiguo castillo de Guillermo el Gordo

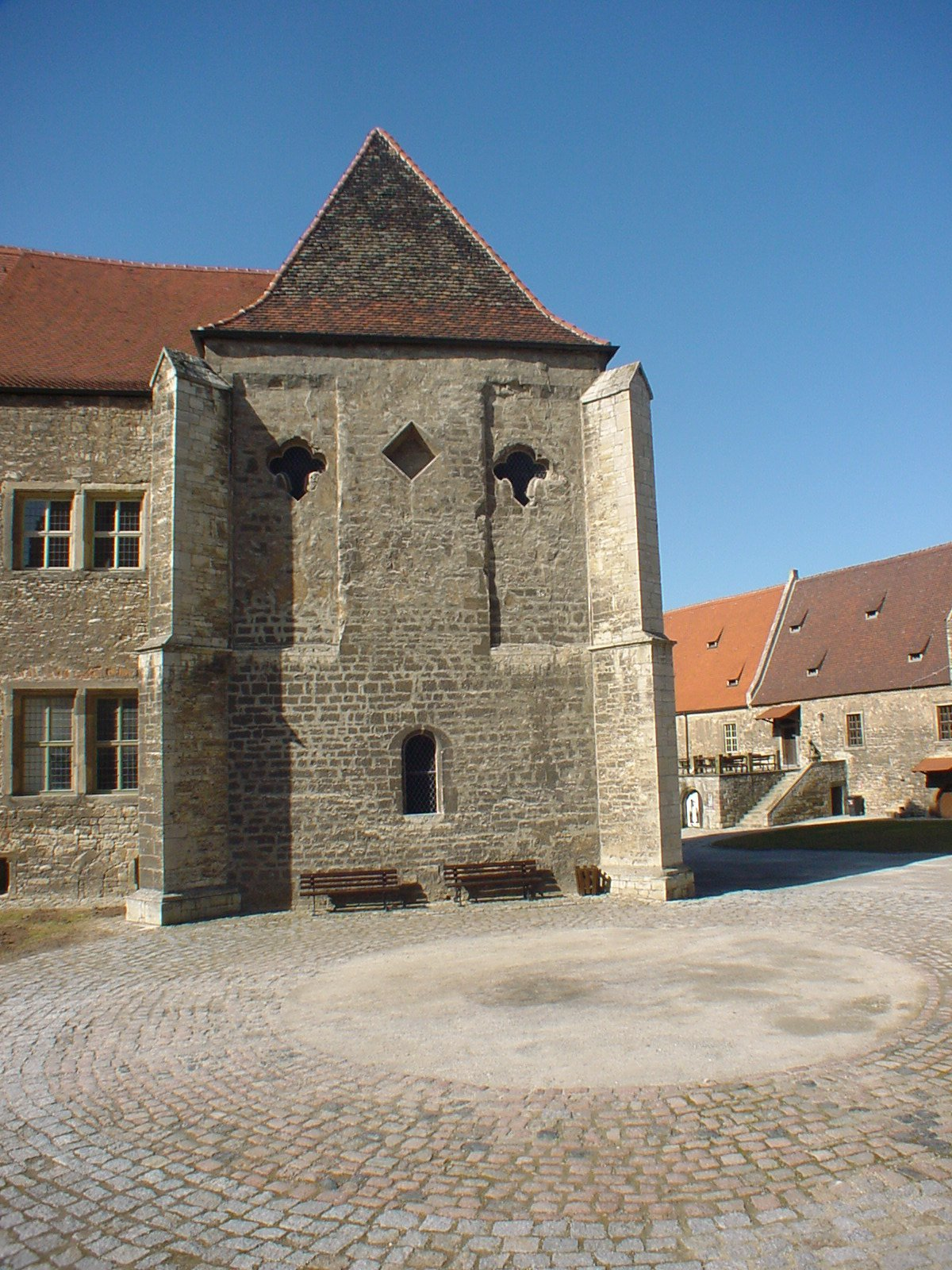
Doble cúpula